# Burg Rabenstein (Steiermark)
Die Burg Rabenstein ist eine Felsenburg auf dem Gebiet der Stadt Frohnleiten im steirischen Bezirk Graz-Umgebung.

## Geschichte
Die Burg hieß ursprünglich Rammenstein und wurde nach Hartnid Schenk von Rammenstein benannt, der von 1240 bis 1276 seinen Sitz auf der Anlage hatte. Die Altburg, welche Ende des 15. Jahrhunderts abbrannte, wurde nicht wieder aufgebaut. Das Schloss, welches noch heute steht, wurde im 14. Jahrhundert errichtet und befand sich im landesfürstlichen Besitz. Da sich die Burg auf einem Felsen oberhalb der Mur befindet, konnte das Murtal bei Bedarf gesperrt und gesichert werden.
Nach wechselnden Lehen verlieh der römisch-deutsche König Maximilian I. 1497 die Burg Rabenstein an die Familie Harrach. Die Burg war zu diesem Zeitpunkt eine Ruine. Sie wurde wieder aufgebaut und 1543 von Lienhard von Harrach an Philipp von Breuner verkauft. Weitere Besitzer waren die Herren von Windischgrätz. Die Anlage wurde in weiterer Folge ausgebaut.
Nach einigen Verkäufen gelangte die Burg Rabenstein in den Besitz der Waldsteiner. Unter der Familie Trauttmansdorff erfolgte während des 17. Jahrhunderts ein großzügiger Barockumbau, welcher fälschlicherweise dem Architekten Johann Bernhard Fischer von Erlach zugeschrieben wird. Die Stuckatur im Rittersaal gestaltete Alexander Serenio. Anschließend ging die Burg an die Wagensperger und an die Herren von Dietrichstein.
Nachdem die Burg in der ersten Hälfte des 19. Jahrhunderts dem Verfall nahe war, wurde sie von Ludwig von Montoyer unter großem Aufwand restauriert. 1887 ging Rabenstein in den Besitz der Familie Reininghaus über.
Nach dem Zweiten Weltkrieg wurde ein Gästehaus in der Burg errichtet. Als weitere Besitzer folgte 1981 die Familie Liechtenstein, die es aber nach nur wenigen Jahren an die Steirische Elektrizitätsgesellschaft (STEG) verkaufte. Die Burg wurde vor allem für kulturelle Veranstaltungen wie Ausstellungen, Theater- und Konzertaufführungen genutzt.
Seit 1987 befindet sich unterhalb der Burg das Murkraftwerk Rabenstein, das aktuell vom Verbund betrieben wird.
2005 erfolgte der Verkauf an den Grazer Unternehmer Werner Hochegger, der bis 2009 umfangreiche Sanierungsarbeiten durchführte und einen modernen Zubau als Eventlocation mit Quartier errichtete. Neu ist ein Parkplatz für 100 Autos im Tal und ein Panoramalift an der Felswand hinauf zur Burg, die auch über eine Asphaltstraße erreichbar ist. Über einen Felsstollen und Lift ist ein Rückzugsort, höher als die Burg gelegen, mit ca. 198 m² Nutzfläche erreichbar. Die Nutzfläche der Gebäude summiert sich auf 2700 m², mehrere Lifte verbinden die Stockwerke barrierefrei. Der Burghof misst geschätzt 400 m² und weist einen mit Granitwürfeln gepflasterten Rundweg auf. Es besteht ein Anschluss an die öffentliche Wasser- und Abwasserleitungen, überwiegend wird jedoch eine eigene Quelle oberhalb der Burg genutzt. Beheizt wird über eine Luftwärmepumpe.
Nach dem Tod von Hochegger im Dezember 2018 übernahm sein Geschäftspartner Jürgen Unterrainer die Immobilie. Dieser bietet sie seit Mitte Jänner 2024 um 9,95 Mio. Euro über einen Immobilienhändler möbliert zum Verkauf an.

## Literatur

Burg Rabenstein an der Mur